# Mariano Andújar
Mariano Andújar (ur. 30 lipca 1983 w Buenos Aires) – argentyński piłkarz występujący na pozycji bramkarza. Obecnie gra w SSC Napoli.

## Kariera klubowa
Mariano Andújar urodził się w stolicy Argentyny – Buenos Aires. Piłkarską karierę rozpoczął w miejscowym zespole Huracánu, w barwach którego zadebiutował w argentyńskiej Primera División. Następnie Huracán spadł do drugiej ligi, a Andújar wkrótce stał się jego podstawowym bramkarzem. W 2005 piłkarz został wypożyczony do włoskiego US Palermo, gdzie początkowo był trzecim bramkarzem po Matteo Guardalbenem i Nicolą Santonim. W Serie A Andújar zadebiutował 26 października w zwycięskim 3:0 meczu z Lecce. W styczniu 2006 Guardalben i Santoni odeszli z sycylijskiej drużyny, natomiast kontrakty z Palermo podpisali 2 inni bramkarze – Federico Agliardi i Cristiano Lupatelli. Andújar w sezonie 2005/2006 rozegrał łącznie 11 spotkań w Serie A, 7 w Pucharze UEFA i 3 w Pucharze Włoch.
Latem 2006 Andújar powrócił do Argentyny, gdzie trafił do prowadzonego przez Diego Simeone Estudiantes La Plata. W turnieju Apertura 2006 wystąpił w 16 spotkaniach i wpuścił tylko 9 goli. Zespół Estudiantes we wszystkich 19 pojedynkach stracił 13 bramek, najmniej spośród wszystkich drużyn w lidze. W turnieju Apertura 2006 klub z La Platy zgromadził 44 punkty, tyle samo co ekipa Boca Juniors. W dodatkowym meczu o mistrzostwo Argentyny Estudiantes zwyciężyło 2:1 i zdobyło pierwszy od 23 lat tytuł mistrzowski. W 2009 Andújar zwyciężył ze swoim zespołem w rozgrywkach Copa Libertadores. Argentyński bramkarz zachował czyste konto w 8 meczach z rzędu, łącznie nie wpuścił gola przez 800 minut. Ustanowił tym samym nowym rekord Copa Libertadores, poprzedni należał do Hugo Gattiego i wynosił 767 minut.
24 czerwca 2009 Andújar podpisał 4-letnią umowę z Catanią Calcio. Od początku sezonu stał się jej podstawowym zawodnikiem wygrywając rywalizację o miano pierwszego bramkarza z Włochem Andreą Campagnolo i Słowakiem Tomášem Košickým.

## Kariera reprezentacyjna
W reprezentacji Argentyny Andújar zadebiutował 6 czerwca 2009 w zwycięskim 1:0 meczu eliminacji do Mistrzostw Świata w RPA z Kolumbią. Od tego czasu stał się podstawowym graczem drużyny narodowej wygrywając rywalizację o miano pierwszego bramkarza z Juanem Pablo Carrizo. Następnie stracił jednak miejsce w wyjściowym składzie na rzecz Sergio Romero, który był podstawowym bramkarzem reprezentacji między innymi na mistrzostwach świata w RPA czy Brazylii.

## Sukcesy

### Reprezentacja
- Mistrzostwa Świata 2014:  Srebrny